# Bouessay
Bouessay é uma comuna francesa na região administrativa da Pays de la Loire, no departamento de Mayenne. Estende-se por uma área de 9,34 km². Em 2010 a comuna tinha 758 habitantes (densidade: 81,2 hab./km²).